# Campeonato Europeo de Gimnasia Artística de 1961
El IV Campeonato Europeo de Gimnasia Artística se celebró en dos sedes distintas: el concurso masculino en la ciudad de Luxemburgo (Luxemburgo) y el concurso femenino en Leipzig (RDA) en el año 1961. El evento fue organizado por la Unión Europea de Gimnasia (UEG).

## Resultados

### Masculino
| Evento                 | Oro                                                                           | Plata                                                             | Bronce                                                                            |
| ---------------------- | ----------------------------------------------------------------------------- | ----------------------------------------------------------------- | --------------------------------------------------------------------------------- |
| Concurso completo ind. | Miroslav Cerar Yugoslavia                                                     | Yuri Titov Unión Soviética                                        | Giovanni Carminucci · Italia ·                                                    |
| Suelo                  | Franco Menichelli · Italia ·                                                  | Viktor Leontiev Unión Soviética                                   | Miroslav Cerar Yugoslavia                                                         |
| Caballo con arcos      | Miroslav Cerar Yugoslavia                                                     | Philipp Fürst Alemania Occidental Viktor Leontiev Unión Soviética |                                                                                   |
| Anillas                | Miroslav Cerar Yugoslavia Yuri Titov Unión Soviética Velik Kapsachov Bulgaria |                                                                   |                                                                                   |
| Salto de potro         | Giovanni Carminucci · Italia ·                                                | Franco Menichelli · Italia ·                                      | Miroslav Cerar · Yugoslavia · Ernst Fivian · Suiza · William Thoresson · Suecia · |
| Paralelas              | Miroslav Cerar Yugoslavia                                                     | Viktor Leontiev Unión Soviética                                   | Giovanni Carminucci · Italia · Franco Menichelli · Italia ·                       |
| Barra fija             | Yuri Titov Unión Soviética                                                    | Rajmund Csányi · Hungría ·                                        | Otto Kestola · Finlandia ·                                                        |

### Femenino
| Evento                 | Oro                                      | Plata                                     | Bronce                                                                  |
| ---------------------- | ---------------------------------------- | ----------------------------------------- | ----------------------------------------------------------------------- |
| Concurso completo ind. | Larisa Latynina Unión Soviética          | Polina Astajova Unión Soviética           | Věra Čáslavská Checoslovaquia Ingrid Föst República Democrática Alemana |
| Salto de potro         | Ute Starke República Democrática Alemana | Ingrid Föst República Democrática Alemana | Natalia Kot · Polonia ·                                                 |
| Barras asimétricas     | Polina Astajova Unión Soviética          | Larisa Latynina Unión Soviética           | Ingrid Föst República Democrática Alemana                               |
| Barra                  | Polina Astajova Unión Soviética          | Larisa Latynina Unión Soviética           | Ingrid Föst República Democrática Alemana                               |
| Suelo                  | Larisa Latynina Unión Soviética          | Polina Astajova Unión Soviética           | Věra Čáslavská Checoslovaquia                                           |

## Medallero
| Núm. | País           | Oro | Plata | Bronce | Total |
| ---- | -------------- | --- | ----- | ------ | ----- |
| 1    | URSS           | 6   | 8     | 0      | 14    |
| 2    | Yugoslavia     | 4   | 0     | 2      | 6     |
| 3    | Italia         | 2   | 1     | 3      | 6     |
| 4    | RDA            | 1   | 1     | 3      | 5     |
| 5    | Bulgaria       | 1   | 0     | 0      | 1     |
| 6    | RFA            | 0   | 1     | 0      | 1     |
| 6    | Hungría        | 0   | 1     | 0      | 1     |
| 8    | Checoslovaquia | 0   | 0     | 2      | 2     |
| 9    | Finlandia      | 0   | 0     | 1      | 1     |
| 9    | Polonia        | 0   | 0     | 1      | 1     |
| 9    | Suecia         | 0   | 0     | 1      | 1     |
| 9    | Suiza          | 0   | 0     | 1      | 1     |
|      | TOTAL          | 14  | 12    | 14     | 40    |